# Петр Пруха
Петр Пруха (чеськ. Petr Průcha; 14 вересня 1982, м. Хрудім, ЧССР) — чеський хокеїст, правий/лівий нападник.
Вихованець хокейної школи ХК «Хрудім». Виступав за ХК «Пардубиці», «Гартфорд Вуль-Пек» (АХЛ), «Нью-Йорк Рейнджерс», «San Antonio Rampage» (АХЛ), «Фінікс Койотс» і СКА (Санкт-Петербург).
У чемпіонатах НХЛ — 346 матчів (78+68), у турнірах Кубка Стенлі — 24 матча (2+3). У чемпіонатах Чехії — 164 матчі (26+33), у плей-оф — 45 матчів (12+16).
У складі національної збірної Чехії учасник чемпіонатів світу 2004, 2005, 2011 і 2012 (29 матчів, 7+5). У складі молодіжної збірної Чехії учасник чемпіонату світу 2002.
Досягнення
- Чемпіон світу (2005), бронзовий призер (2011, 2012)
- Чемпіон Чехії (2005)
- Володар Кубка Вікторії (2008)
- Переможець молодіжного чемпіонату світу (2002).